# Demokratische Republik Afghanistan
Die Demokratische Republik Afghanistan (persisch جمهوری دمکراتی افغانستان, DMG Dschomhūrī-ye Dimukrātī-ye Afġānistān, paschtunisch دافغانستان دمکراتی جمهوریت Dǝ Afġānistān Dimukratī Dschomhūriyat) war der sozialistisch konstituierte afghanische Staat der Jahre 1978 bis 1992 und Rechtsnachfolgerin der 1973 ausgerufenen Republik Afghanistan. 1987 wurde der Staat wieder in Republik Afghanistan (جمهوری افغانستان Dschumhūrī-ye Afġānistān, دافغانستان دمکراتی جمهوریت Dǝ Afġānistān Jumhūriyat) umbenannt.
Das Land stand wirtschaftlich, militärisch und ideologisch unter der Kontrolle der Sowjetunion und wurde politisch von der Demokratischen Volkspartei Afghanistans (DVPA) dominiert. Es erlebte einige Reformen, welche das Land modernisieren und die gesellschaftliche Lebenssituation der Bevölkerung verbessern sollten. Viele Errungenschaften wurden jedoch durch den nach dem Abzug der sowjetischen Armee ausgebrochenen Bürgerkrieg zunichtegemacht.

## Entstehung

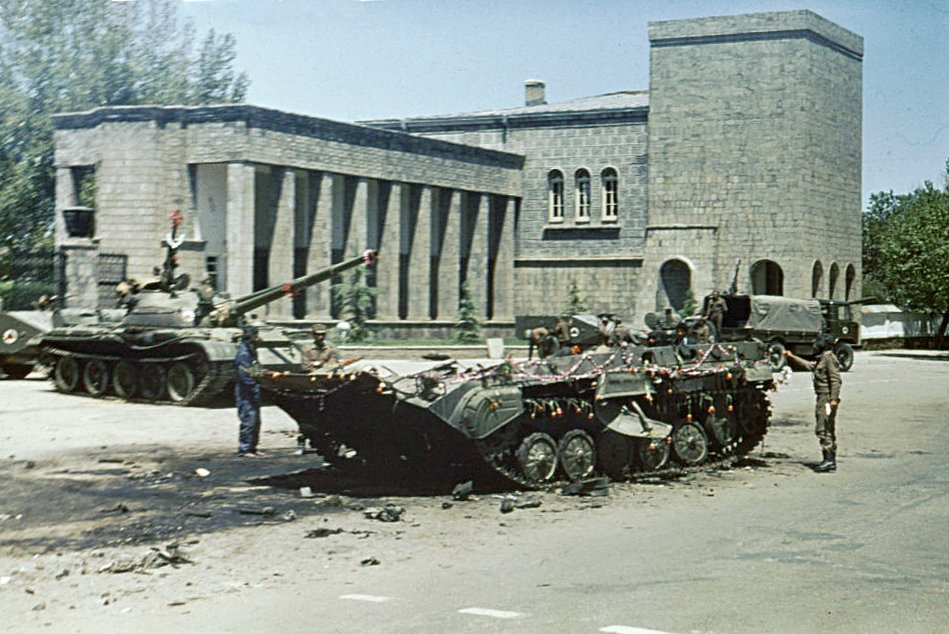
Einen Tag nach der Saur-Revolution: Ein zerstörter BMP-1-Schützenpanzer vor dem Präsidentenpalast in Kabul.

Am 27. April 1978 verübte die afghanische Armee einen kommunistischen Putsch. Zu dieser Zeit war das nach internationalen Maßstäben weit rückständige Afghanistan mit z. B. einer Analphabetenquote von circa 90 % politisch noch immer stark zersplittert und nur wenige Institutionen wie die Armee oder die Kommunistische Partei verfügten über eine landesweite Operationsbasis, so dass die Hinwendung der Kommunisten zu Teilen der Armee im Vorfeld der Revolution als ein weiterer von vielzähligen Anläufen gesehen werden kann, eine durchsetzungsstarke politische Zentralmacht in Afghanistan zu etablieren. Der Putsch begann mit einem Vormarsch vom Internationalen Flughafen Kabul in Richtung Stadtmitte. Es dauerte nur 24 Stunden, die Macht in der Hauptstadt zu konsolidieren. Präsident Mohammed Daoud Khan und die meisten seiner Familienangehörigen wurden im Präsidentenpalast in Kabul am folgenden Tag hingerichtet.
Die DVPA konnte durch den Militärputsch, der als die Saur-Revolution bekannt wurde, die Macht ergreifen. Nur Muhammad Taraki, Generalsekretär der DVPA, wurde Präsident des Revolutionären Rates und Ministerpräsident der neu gegründeten Demokratischen Republik Afghanistan. Nach dem Militärputsch übernahm Taraki die Position des Präsidenten von Afghanistan und Hafizullah Amin wurde stellvertretender Ministerpräsident von Afghanistan.

## Geschichte
Zwischen 1000 und 3000 Menschen wurden infolge von islamistischen Aufständen und Putschversuchen während der kommunistischen Saurrevolution 1978 getötet, darunter auch Präsident Daoud Khan und siebzehn Mitglieder seiner Familie. Viele Menschen, darunter viele Mitglieder der königlichen Familie, wurden nicht wieder aus dem Gefängnis befreit.
Nur Muhammad Taraki wurde zum Vorsitzenden des Revolutionären Rates und zum Ministerpräsidenten ernannt, während Babrak Karmal stellvertretender Ministerpräsident und Hafizullah Amin Außenminister wurde.
Babrak Karmal war der Führer der Kommunistischen Partei Partscham (deutsch die Flagge), die von Tadschiken dominiert wurde, und unterstützte den Daoud-Putsch gegen das monarchische Regime im Jahre 1973. 1977 fusionierte die Partscham mit der Chalq (deutsch das Volk), einer weiteren kommunistischen Partei, die in den 1960er Jahren gegründet worden war und vorwiegend Paschtunen als Parteimitglieder hatte. Allmählich wurden Babrak und andere Partschamis verbannt und am 28. März 1979 wurde Hafizullah Amin Ministerpräsident. Es kam zu Spannungen zwischen den beiden Fraktionen. Tausende von Partscham-Kommunisten wurden unter Druck gesetzt, zum Teil auch gefangen genommen.
Durch einen Putsch übernahmen die Kommunisten die Macht im Staat. Der erste Putschversuch fand in der Provinz Kunar im Nuristan im Jahre 1978 statt. Bereits vor der militärischen Intervention der UdSSR flohen 400.000 Menschen in Folge von Aufständen islamistischer Mudschahedin nach Pakistan, die Kirgisen des Wakhan flüchteten in die Türkei und 60.000 Afghanen in den Iran.
Im September 1979 wurde Taraki von Handlangern Amins getötet, welcher nun die politische Macht an seine Anhänger umverteilte, was allerdings wiederum den sowjetischen Plänen widersprach, welche vorsahen, dem nach der Saur-Revolution etablierten Regime aufgrund der prekären Situation im Land militärischen Beistand zu leisten. Am 24. Dezember 1979 begann die sowjetische Invasion Afghanistans, deren Ziel in der Einsetzung Babrak Karmals als Chef der Regierung bestand. Hafizullah Amin wurde durch Einheiten der Speznas im kurzen Kampf um die Einnahme der Hauptstadt Kabul getötet.

Flagge ab 1980

Wappen ab 1980

Die kommunistische Regierung Afghanistans bat aufgrund des Widerstands der Mudschahedin weitere sozialistische Länder um Hilfe. Der von 1979 bis 1989 dauernde Krieg endete mit dem Rückzug der sowjetischen Armee, ohne deren Schutz die kommunistische Regierung auf sich allein gestellt war. Im Jahre 1992 zerfiel die Demokratische Republik Afghanistan in Folge des Kampfes mit den auch einander bekriegenden Mudschahedin-Milizen.

## Reformen
In der Demokratische Republik Afghanistan wurden folgende Reformen eingeleitet:
- Beendigung der Machtteilung zwischen örtlichen Eliten bzw. Großgrundbesitzern und zentralem Staat[9]
- Agrarreform: Umwälzung der Bodenbesitzverhältnisse auf dem Land durch Umgestaltung der feudalen zu einer sozialistischen Eigentumsordnung[9][10]
- Verbot von Zwangsehen und Einführung eines Mindestalters für die Eheschließung
- Einführung der Religionsfreiheit für religiöse Minderheiten im Rahmen des offiziellen Atheismus
- Burkaverbot für Frauen[11]
- Bekämpfung des Analphabetismus
- Recht auf Bildung für Personen weiblichen Geschlechts (Einführung der Schulpflicht, speziell für Mädchen[9][12], Zugang der Frauen zu Hochschulen)[9]
- Abschaffung der Pflicht für Männer, Bart zu tragen
- Staatliche Überwachung und Kontrolle aller Moscheen[12]
- Industrialisierung
- Ausbau der Außenhandelsbeziehungen zu den Ostblockstaaten
- Aufbau eines öffentlichen Gesundheitswesens

## Staatschefs
Chronologische Liste der Staatspräsidenten der Demokratischen Republik Afghanistan:
1. Nur Muhammad Taraki (30. September 1978 bis 14. September 1979)
2. Hafizullah Amin (14. September 1979 bis 27. Dezember 1979)
3. Babrak Karmal (28. Dezember 1979 bis 20. November 1986)
4. Hadschi Mohammed Tschamkani (20. November 1986 bis 30. September 1987)
5. Mohammed Nadschibullāh (30. September 1987 bis 16. April 1992)
6. Abdul Rahim Hatef (18. April 1992 bis 28. April 1992)